# Dendrobium greenianum
Dendrobium greenianum là một loài thực vật có hoa trong họ Lan. Loài này được P.J.Cribb & B.A.Lewis mô tả khoa học đầu tiên năm 1989.